# Jalovčinka

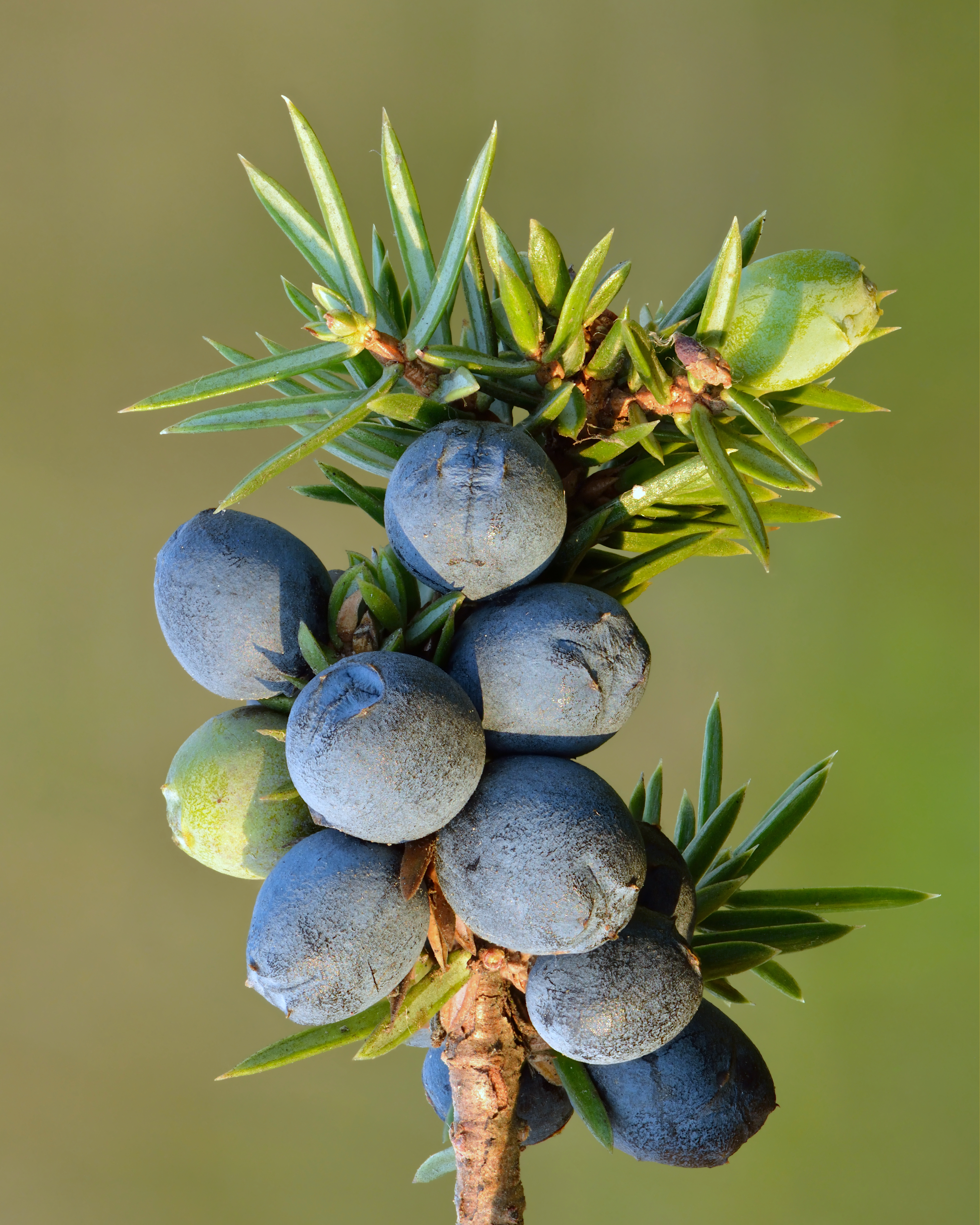
Snítka jalovce obecného s několika jalovčinkami

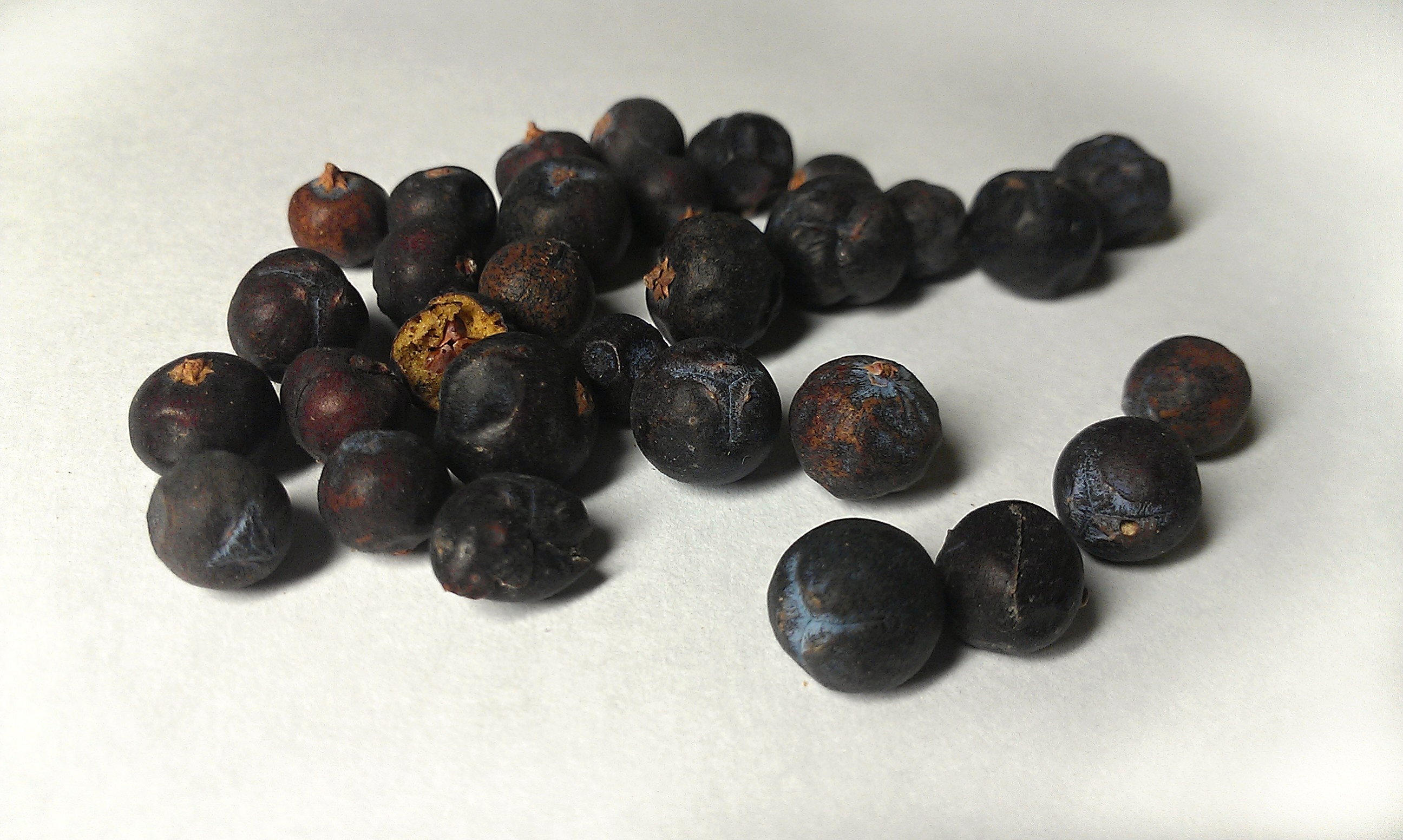
Sušené plody jako koření

Jalovčinka nebo také jalovcová bobule (odborně galbula) je aromatický „plod“ jalovce. Navzdory názvu se z botanického hlediska o bobule ani plody nejedná, jsou to dužnaté šišky vzhledem pouze připomínající bobule vzniklé srůstem zdužnatělých podpůrných šupin šišky. Nejznámější jsou jalovčinky z jalovce obecného, které nacházejí využití v kuchyni jako koření a při výrobě alkoholických nápojů.
Jsou vítanou přísadou jídel ze zvěřiny a ryb a jsou vhodné do těžších pokrmů. Dodávají také typickou vůni ginu nebo slovenské borovičce (slovenský název jalovce je borievka).
Jalovčinky jsou užívány už od starověku. Jalovec obecný je i v Česku domácí rostlinou a je chráněn. Je to jehličnan, často vysazovaný jako okrasný a vytváří samčí i samičí rostliny.
Jalovčinky jsou močopudné, prokrvují sliznici trávicího traktu a zlepšují trávení. Působí proti nadýmání. Ulehčují i dýchání.